# Comité olympique du Chili
Le Comité olympique du Chili (en espagnol, Comité Olímpico de Chile) est le comité national olympique du Chili fondé en 1934 à Santiago.